# ديفيد فيرغسون
ديفيد فيرغسون (بالإنجليزية: David Ferguson)‏ (24 مارس 1996 في المملكة المتحدة - ) هو لاعب كرة قدم بريطاني في مركز الدفاع. لعب مع نادي ماذرويل ونادي ألوا أثليتيك وأردريونيانز وAnnan Athletic F.C. ‏.

## وصلات خارجية
- ديفيد فيرغسون على موقع قاعدة بيانات كرة القدم.إي يو (الإنجليزية)
- ديفيد فيرغسون على موقع Soccerbase.com (لاعب) (الإنجليزية)
- ديفيد فيرغسون على موقع Soccerway.com (الإنجليزية)